# Послевоенный сталинизм

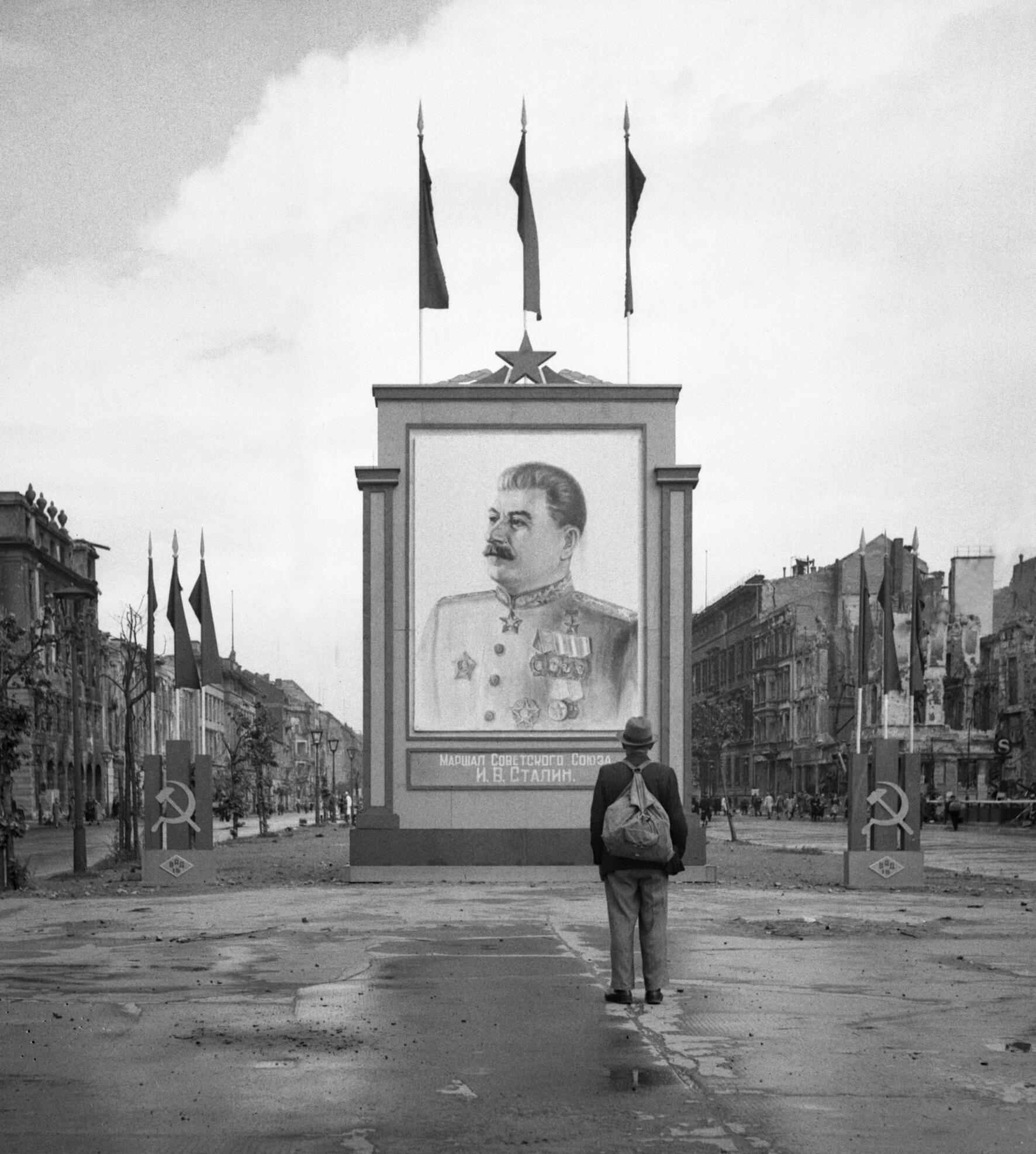
Портрет Сталина в мундире маршала СССР в Берлине, оккупированном по итогу Второй мировой (и Великой Отечественной) войны, 1945

«Послевое́нный сталини́зм» — понятие, используемое историками для определения исторического периода СССР с момента окончания Второй мировой войны (2 сентября 1945 года) до смерти И. В. Сталина (5 марта 1953 года). Период характеризуется восстановлением народного хозяйства, голодом 1946-1947 годов, определённым ужесточением тоталитарной власти, усилением борьбы с инакомыслием, вызванной, в том числе, началом «холодной войны», а также коллективизацией на присоединённых территориях.

## «Демократический импульс» войны
Победа в кровопролитной Великой Отечественной войне открыла новую страницу в истории СССР. Она породила в народе надежды на лучшую жизнь, открывалась потенциальная возможность перемен в политическом режиме, экономике, культуре, однако «демократическому импульсу» противостояла вся мощь созданной Сталиным системы. Её позиции не только не были ослаблены в годы войны, но, как оказалось, ещё более окрепли в послевоенный период.
«Демократический импульс» войны проявился и в возникновении целого ряда антисталинских молодёжных групп в Москве, Воронеже, Свердловске, Челябинске. Однако абсолютное большинство населения страны воспринимало победу в войне как победу Сталина и возглавляемой им социалистической системы. Поэтому в стремлении подавить возникшее социальное напряжение режим пошёл по двум направлениям: с одной стороны, по пути имитационной демократии, а с другой — усиления борьбы с «вольнодумством» и укрепления тоталитарного режима.

## Изменения в структурах власти
В марте 1946 года Совет народных комиссаров СССР был преобразован в Совет министров СССР. Одновременно по нарастающей шло увеличение количества министерств и ведомств, росла численность их аппарата. В это же время прошли выборы в местные советы, Верховные Советы республик и Верховный Совет СССР, в результате чего обновился депутатский корпус, не менявшийся в годы войны. К началу 1950-х годов усилилась коллегиальность в деятельности Советов в результате более частого созыва их сессий, увеличения числа постоянных комиссий. В соответствии с Конституцией СССР были впервые проведены прямые и тайные выборы народных судей и заседателей. Однако, несмотря на внешне позитивные, демократические изменения, в эти самые годы в стране ужесточался политический режим, нарастала новая волна репрессий.

## Новый виток репрессий
Система ГУЛАГа достигла своего апогея именно в послевоенные годы, так как к сидевшим там с середины 1930-х годов «врагам народа» добавились миллионы новых. Один из первых ударов пришёлся по военнопленным, большинство из которых (около 2 млн человек) после освобождения из фашистской неволи были направлены в сибирские и ухтинские лагеря. Туда же были сосланы «чуждые элементы» из присоединённых прибалтийских республик, Западной Украины и Белоруссии. В 1948 году были созданы лагеря «специального режима» для осуждённых за «антисоветскую деятельность» и «контрреволюционные акты», в которых использовались особо изощрённые методы воздействия на заключённых. Опасаясь возросшей в ходе войны популярности военных, Сталин санкционировал арест маршала авиации А. А. Новикова, генералов П. Н. Понеделина, Н. К. Кириллова, ряда сослуживцев маршала Советского Союза Г. К. Жукова. Самому полководцу были предъявлены обвинения в сколачивании группы недовольных генералов и офицеров, неблагодарности и неуважения к Сталину.
Репрессии затронули и часть партийных функционеров, стремившихся к независимости. В начале 1948 года были арестованы почти все лидеры ленинградской парторганизации. Общее число арестованных по «ленинградскому делу» составило около 2 000 человек. Спустя некоторое время были отданы под суд и расстреляны 200 из них. «Ленинградское дело» должно было стать устрашающим предостережением инакомыслящим, тем, кто хоть в чём-то мыслил иначе, чем «вождь народов».
Последним из готовившихся процессов стало «дело врачей» (1953), обвинённых в неправильном лечении высшего руководства, повлекшем смерть ряда видных деятелей. Репрессии остановились лишь после смерти Сталина.

## Денежные реформы
В послевоенное время сложились три системы ценообразования: две государственные системы (пайковая и коммерческая, с гораздо более высокими ценами) и рыночная (с наименьшим дефицитом товаров, но с самыми высокими ценами и порой игнорирующая денежный оборот в пользу бартера). Коммерческие цены несколько раз снижались в 1944–1946 годах, прежде чем воссоединились с пайковыми ценами во время денежной реформы 14 декабря 1947 г. За этим последовало незначительное снижение цен на излишки предметов роскоши в апреле 1948 г. и шесть последовательных снижений розничных цен на продукты питания и товары народного потребления с 1949 по 1954 год. Зарплаты при этом сохранялись или даже повышались, но первое снижение было привязано к деноминационной денежной реформе 1947. Снижение цен на продукты и промышленные товары проводилось 16 декабря 1947 г., 10 апреля 1948 г., 1 марта 1949 г., 1 марта 1950 г., 1 марта 1951 г., 1 апреля 1952 г., 1 апреля 1953 г. и 1 апреля 1954 г. В 1952 году стоимость хлеба составила 39 % от цены конца 1947 года, молока — 72 %, мяса — 42 %, сахара — 49 %, сливочного масла — 37 %. Если в 1948 году реальные зарплаты в среднем были на 20 % ниже довоенного уровня, то в 1952 г. они уже превышали довоенный уровень на 25 % и почти вышли на уровень 1928 года. 
Снижения цен и рост зарплат привели к повышению платёжеспособного спроса населения, однако в целом политика снижения цен дала неоднозначные результаты, поскольку советское правительство никогда не могло обеспечить достаточное предложение для удовлетворения спроса. Профессор Орегонского университета Джулия Гесслер утверждала, что одновременное снижение цен в государственных магазинах и на рынках в конечном итоге противоречили друг другу, а само искусственное занижение цен способствовали дефициту и очередям. Это разница позволила сохраниться значительному разрыву между государственными и рыночными ценами. При этом решительно поддерживавший эту политику советский пропагандист Дмитрий Шепилов называл Сталина движущей силой реформы и утверждал, что снижение цен помогло поднять уровень жизни и уважение к Сталину в глазах рабочих.
И Георгий Маленков, и Никита Хрущев, главные претенденты на сталинский пост, недвусмысленно обещали продолжить политику снижения розничных цен, однако дальнейшее снижение было отменено Хрущёвым. Последнее снижение произошло в 1954 году.

## Национальная политика
Наряду с другими изменениями Великая Отечественная война (1941—1945) привела к увеличению неподконтрольных «верхам» идейных и политических движений, в том числе и национальных. Особый размах они приобрели на территориях, вошедших в состав СССР в 1939—1940 годы, где борьба против коллективизации и советизации продолжалась до начала 1950-х годов. Были депортированы, сосланы или арестованы десятки тысяч украинцев, литовцев, латышей, эстонцев.
Началась ревизия истории национальных отношений в России и СССР. Усилилось и давление на национальные отряды интеллигенции, традиции и культуру «малых народов». Так, с 1951 года началась критика национального эпоса мусульманских народов как «клерикального и антинародного».
Особого размаха национальная нетерпимость достигла в отношении евреев, что было связано и с резким ухудшением советско-израильских отношений. С ноября 1948 года начались аресты членов Еврейского антифашистского комитета и других представителей еврейской интеллигенции, обвинённых в «космополитизме». В мае—июле 1952 года состоялся закрытый судебный процесс, приговоривший лидеров комитета к расстрелу.
Кроме того, была сделана попытка опереться на русский национализм: говорилось о русских как о «старшем брате» всех народов СССР, носителе особой освободительной миссии и «руководящей» роли; история СССР трактовалась как история «постепенного сплочения вокруг русского народа» (см. «За русский народ!»).

## Восстановление «железного занавеса»
С лета 1946 года Политбюро ЦК ВКП(б) развернули широкое наступление против «западного влияния» на развитие советской культуры, которая по-факту вылилась в усугбление цензуры, наступлении на свободомыслие и любое проявление творческой самостоятельности интеллигенции, в усиление безраздельного партийно-политического контроля над ней. Поход против «западничества» возглавил член Политбюро и секретарь ЦК ВКП(б), отвечавший за идеологию, А. А. Жданов. «Железный занавес» окончательно опустился в ходе развернувшейся в конце 1948 года кампании по борьбе с «космополитизмом». Страна вновь оказалась не только в идеологической, но и в культурной изоляции от остального мира .
Литература
В постановлении оргбюро ЦК ВКП(б) от 14 августа 1946 года № 274 «О журналах „Звезда“ и „Ленинград“» эти издания обвинялись в пропаганде идей, «чуждых духу партии», предоставлении литературной трибуны для «безыдейных, идеологически вредных произведений». Особой критике подверглись М. М. Зощенко и А. А. Ахматова. Итогом «борьбы за чистоту литературы» стало закрытие ряда журналов, запрещение литературных произведений, «проработка», а порой и репрессирование их авторов, а главное — застой в отечественной литературе.
Театр и кино
Вслед за литературой было «усилено партийное руководство» театром и кино. В постановлении ЦК ВКП(б) от 26 августа 1946 года «О репертуаре драматических театров и мерах по его улучшению» ЦК потребовал исключения из репертуара театров всех пьес зарубежных авторов, что начало массовую компанию против «декадентских тенденций» в театре.
Музыка
В феврале 1948 г. ЦК ВКП(б) издал постановление «О декадентских тенденциях в советской музыке». Вместо произведений опальных композиторов звучали хоровые и сольные восхваления Сталина и счастливой жизни советских людей, строящих под руководством партии райскую жизнь на земле.
Всё это не только обедняло отечественную культуру, но и изолировало её от лучших достижений мировой культуры. И всё же, несмотря на диктат и идеологические шоры, культурная жизнь имела и положительные черты, в первую очередь — в освоении огромного классического наследия.
Научные «дискуссии»
Наиболее типичной из таких «дискуссий» стала дискуссия по проблемам биологии. Её инициировал президент ВАСХНИЛ Т. Д. Лысенко, в 1947—1948 годах возобновивший атаку на генетиков и биологов-менделистов. Критика «мухолюбов-человеконенавистников» завершилась тем, что на августовской (1948 г.) сессии ВАСХНИЛ академики были изгнаны из академии, лишились возможности заниматься исследовательской работой. Вместе с ними оказалась на долгие годы в «изгнании» и сама генетика, в которой отечественные учёные в 1930-е годы занимали ведущие позиции.
Дискуссии в исторической науке
В ходе этих дискуссий, например, прогрессивными деятелями были объявлены Иван Грозный и его опричники, боровшиеся с боярской оппозицией почти сталинскими методами.
Полностью оправданным и неизбежным представал якобинский террор.